# Ward Whitt
Ward Whitt (* 29. Januar 1942 in Buffalo (New York)) ist ein US-amerikanischer Mathematiker.

## Ausbildung und Karriere
Whitt wuchs in Bozeman(Montana) auf und studierte am Dartmouth College mit dem Bachelor-Abschluss 1964 und an der Cornell University, an der er 1969 in Operations Research bei Donald Iglehart promoviert wurde (Weak convergence theorems for queues in heavy traffic). 1968/68 war er an der Stanford University (Visiting Assistant Professor) und 1969 bis 1977 an der Yale University, ab 1973 als Associate Professor. 1977 bis 2002 war er an den Bell Laboratories und deren Nachfolger. Zuerst war er in der Abteilung Operations Research in Holmdel, wo er an der Entwicklung des Queueing Network Analyzer (QNA) arbeitete, dann im mathematischen Forschungszentrum in Murray Hill und ab 1996 an den ATT Labs in Florham Park. Seit 2002 ist er Professor an der Columbia University (Fakultät für Industrial Engineering und Operations Research).
Er befasst sich mit Warteschlangentheorie, stochastischen Prozessen und stochastischer Analyse von Telekommunikationssystemen.

## Preise und Auszeichnungen
- 2001: John-von-Neumann-Theorie-Preis
- 2003: Frederick-W.-Lanchester-Preis[3]

Whitt ist zudem Mitglied der National Academy of Engineering sowie INFORMS Fellow und ATT Fellow.

## Schriften
- Stochastic Process-Limits: an introduction to stochastic-process limits and their application to queues, Springer 2002
- Approximating a Point Process by a Renewal Process, Operations Research, Band 30, 1982, S. 125–147
- Multiple Channel Queues in Heavy Traffic, Teil 1-3, Annals of Applied Probability, Band 2, 1970, S. 150–177, 355–369, 370–375 (Teil 1-2 mit Donald Iglehart)
- mit Iglehart: The Equivalence of Functional Central Limit Theorems for Counting Processes and Associated Partial Sums. Annals of Mathematical Statistics, Band 42, 1971, S. 1372–1378.
- The Queueing Network Analyzer, Bell System Technical Journal, Band 62, 1983, S. 2779–2815
- mit Shlomo Halfin: Heavy-Traffic Limits for Queues with Many Exponential Servers, Operations Research, Band 29, 1981, S. 567–588
- mit Yunan Liu: A Network of Time-Varying Many-Server Fluid Queues with Customer Abandonmen, Operations Research, Band 67, 2011, S. 145–182